# 13226 Сулье
13226 Сулье (13226 Soulié) — астероїд головного поясу, відкритий 20 вересня 1997 року.
Тіссеранів параметр щодо Юпітера — 3,241.